# Gerald Wilson (navegant)
Gerald Wilson, també conegut com a Jerry Wilson va ser un regatista canadenc que va competir durant la dècada de 1930.
El 1932 va prendre part en els Jocs Olímpics de Los Angeles, on va guanyar la medalla de bronze en la categoria de 6 metres del programa de vela. Wilson navegà a bord del Caprice junt a Philip Rogers, Gardner Boultbee i Kenneth Glass.